# Живорад Ђукић
Живорад Ђукић (Ивањица, 1901 — Београд, 1995) био је српски грађевински инжењер и универзитетски професор.

## Живот и рад
Завршио је основну школу у Ивањици, гимназију у Чачку и Београду, а студије на Грађевинском факултету у Београду. Након завршене школе налази посао у Дирекцији за грађење железница.

### Рад на грађевинским пројектима
У Тетову је пројектовао мост преко реке Врутока и урадио план реконструкције постојећег пута, а потом је изградио катастар пута од Скопља до Дебра и пројекат градње пута у подручју Јужног Брода (Македонски Брод) Одлази на специјализацију у Немачку и Чехословачку где проучава новине у грађењу савремених путева. По повратку је радио у Призрену, а затим у Нишкој Бањи. Бавио се истраживањем оптималних варијанти изградње пута Ниш-Пирот. Окупацију проводи у Београду.
- После рата руководи Секцијом за пројектовање аутопута Београд - Загреб
- 1947 - постављен је за директора Грађевинског предузећа „Ограпс“
- 1948 - постављен је за директора предузећа Аутопут
- 1949 - постављен је за директора Савезне управе за путеве

### Универзитетска каријера
- 1951 - изабран је за доцента Грађевинског факултета у Београду (предмет: Пројектовање и грађење коловозних конструкција?
- 1960. и 1963 - био је проректор Универзитета у Београду
- 1965 - био је декан Грађевинског факултета[1]

## Одликовања
Одликован је Орденом св. Саве I и II реда, Орденом заслуга за народ III реда, Орденом рада II реда, Орденом Републике са сребрним венцем и Орденом заслуга за народ са златним венцем.